# Luisina Giovannini
Luisina Giovannini (* 8. November 2006 in Coronel Moldes) ist eine argentinische Tennisspielerin.

## Karriere
Giovannini spielt vor allem auf der ITF Women’s World Tennis Tour, wo sie bislang neun Titel im Einzel und fünf im Doppel gewinnen konnte.
2024 bestritt sie ein Doppel für die Argentinische Billie-Jean-King-Cup-Mannschaft, wo sie zusammen mit ihrer Partnerin Julieta Lara Estable das venezolanische Doppel Sabrina Balderrama und Fabiana Gamboa mit 3:6, 6:1 und [10:4] besiegte.

## Turniersiege

### Einzel
| Nr. | Datum             | Turnier      | Kategorie | Belag | Finalgegnerin            | Ergebnis       |
| --- | ----------------- | ------------ | --------- | ----- | ------------------------ | -------------- |
| 1.  | 26. November 2023 | Córdoba      | ITF W15   | Sand  | Thaisa Grana Pedretti    | 6:1, 6:1       |
| 2.  | 21. Juli 2024     | Luján        | ITF W15   | Sand  | Lucciana Perez Alarcon   | 1:6, 6:2, 6:4  |
| 3.  | 17. November 2024 | Neuquén      | ITF W15   | Sand  | Lucciana Perez Alarcon   | 6:0, 6:1       |
| 4.  | 24. November 2024 | Córdoba      | ITF W15   | Sand  | Justina Gonzalez Daniele | 6:72, 6:2, 6:3 |
| 5.  | 26. Januar 2025   | Buenos Aires | ITF W35   | Sand  | Jazmin Ortenzi           | 6:4, 6:4       |
| 6.  | 23. Februar 2025  | Antalya      | ITF W15   | Sand  | Mina Hodzic              | 6:1, 6:3       |
| 7.  | 4. Mai 2025       | Boca Raton   | ITF W35   | Sand  | Despina Papamichail      | 6:1, 6:1       |
| 8.  | 3. August 2025    | Pergamino    | ITF W35   | Sand  | Dana Guzmán              | 6:3, 6:1       |
| 9.  | 10. August 2025   | Chacabuco    | ITF W35   | Sand  | Dana Guzmán              | 6:75, 6:3, 6:3 |

### Doppel
| Nr. | Datum             | Turnier   | Kategorie | Belag | Partnerin                 | Finalgegnerinnen                        | Ergebnis          |
| --- | ----------------- | --------- | --------- | ----- | ------------------------- | --------------------------------------- | ----------------- |
| 1.  | 20. Juli 2024     | Luján     | ITF W15   | Sand  | Marian Gomez Pezuela Cano | Romina Ccuno Lucciana Perez Alarcon     | 6:0, 6:2          |
| 2.  | 10. August 2024   | Chacabuco | ITF W35   | Sand  | Marian Gomez Pezuela Cano | Jazmin Ortenzi Lucciana Perez Alarcon   | ohne Spiel        |
| 3.  | 16. November 2024 | Neuquén   | ITF W15   | Sand  | Marian Gomez Pezuela Cano | Fernanda Labrana Lucciana Perez Alarcon | 6:3, 6:4          |
| 4.  | 23. November 2024 | Córdoba   | ITF W15   | Sand  | Marian Gomez Pezuela Cano | Lourdes Ayala Maria Florencia Urrutia   | 6:3, 6:77, [10:8] |
| 5.  | 9. August 2024    | Chacabuco | ITF W35   | Sand  | Marian Gomez Pezuela Cano | Ana Candiotto Justina Gonzalez Daniele  | 3:6, 7:67, [10:5] |